# Теджасімха
Теджасімха (гінді तेज सिंह; д/н — 1273) — магаравал Мевару в 1252—1273 роках. Відомий також як Тедж Сінґх.

## Життєпис
Походив з династії Гухілотів, старшої гілки Равал, молодшої лінії Кумарасімхи. Син магараджахіраджи Джайтрасімхи. Посів трон 1252 року. 1253 року зазнав нападу Балбана, фактичного правителя Делійського султанату. 1254 року Теджсімха змусив супротивника відступити. 1254 року надав прихисток Кутлуг-хану, що втік з Делі. У відповідь Балбан знову вдерся до Меварського князівства, але Теджсімха завдав тому поразки. Остаточно переніс столицю до Читтору.
Близько 1260 року почалася війна проти Васудеви Вагели за володіння північним Гуджаратом. В ній Теджсімха зазнав поразки й вимушен був визнати зверхність васудеви, відмовившись від титулу магараджахіраджа. Тепер звався магаравал, першим прийнявший цей титул. Про подальше панування відомо лише уривчасто. Помер 1273 року. Йому спадкував син Самарасімха.